# Ројо дел Сангро
Ројо дел Сангро (итал. Roio del Sangro) је насеље у Италији у округу Кјети, региону Абруцо.
Према процени из 2011. у насељу је живело 158 становника. Насеље се налази на надморској висини од 851 м.

## Становништво
Према резултатима пописа становништва 2011. у општини је живело 103 становника.
| 1931. | 1936. | 1951. | 1961. | 1971. | 1981. | 1991. | 2001. | 2011. |
| ----- | ----- | ----- | ----- | ----- | ----- | ----- | ----- | ----- |
| 924   | 844   | 678   | 662   | 556   | 321   | 245   | 159   | 103   |